# Nádia Bento de Lima
Nádia Bento de Lima -más conocida como Nádia- (Osasco, 30 de julio de 1965) es una ex-jugadora brasileña de baloncesto que ocupaba la posición de base.
Fue parte de la Selección femenina de baloncesto de Brasil con la que alcanzó la medalla de plata en los Juegos Panamericanos de 1987 realizados en Indianápolis y la medalla de oro en los Juegos Panamericanos de 1991 en La Habana; además, fue campeona del Campeonato Sudamericano de Baloncesto adulto realizado en Brasil en 1986 y 1995, Colombia en 1991 y Chile en 1989.

## Estadísticas en competencias FIBA
| Año            | Competencia                                                | PPJ  | RPJ | APJ |
| -------------- | ---------------------------------------------------------- | ---- | --- | --- |
| 1986           | Campeonato mundial de baloncesto femenino                  | 7    | 0   | 0   |
| 1990           | Campeonato mundial de baloncesto femenino                  | 12.2 | 0   | 0   |
| 1992           | Juegos Olímpicos                                           | 1.4  | 0.4 | 0.4 |
| 1992           | Torneo mundial clasificatorio femenino para las olimpíadas | 5.4  | 0   | 0   |
| Promedio total | Promedio total                                             | 22.6 | 0.2 | 0.2 |
| Fuente: FIBA.  |                                                            |      |     |     |